# Diplogastridae
Diplogastridae (лат.) — семейство круглых червей  из отряда Rhabditida (или Diplogasterida). Встречаются повсеместно. Около 30 родов. Среди его представителей нематода Pristionchus pacificus, которая вместе с Caenorhabditis elegans используется как модельный организм в работах по молекулярной генетике и эволюционной биологии развития.

## Описание
Круглые черви микроскопических размеров, обычно около 1 мм. Прокорпус и метакорпус раздельные. Стома широкая (у близкого семейства Diplogasteroididae она продолговатая), обычно с зубчиками на метарабдионе.
Наземные, всеядные, хищники. Часто ассоциированы с беспозвоночными, жуками, в том числе с колорадским жуком, жуками-рогачами (Lucanidae) и с пластинчатоусыми (Scarabaeidae), термитами, дождевыми червями. Нематода Pristionchus uniformis была завезена в Европу в XIX веке вместе с колорадским жуком.
Американские виды рода Pristionchus известны по самцам и самкам, однако более половины исследованных видов пристонхусов, выделенных из колорадских жуков в Западной Европе, оказались гермафродитами.

## Систематика
Около 30 родов. В узком объёме включает только 15 родов и 239 видов. Систематическое положение дискутируется. Иногда эту группу вместе с другими семействами (Cylindrocorporidae, Diplogasteroididae, Neodiplogasteridae, Odontopharyngidae) выделяют из подотряда Rhabditina (где они объединены в инфраотряд Diplogasteromorpha) в отдельный подотряд Diplogasterina Paramonov, 1952 и отряд Diplogasterida Maggenti, 1982 и, даже, в отдельный подкласс нематод Diplogasteria Hodda, 2003. Также известно под именем Diplogasteridae
- Acrostichus Rahm, 1928
- Aenigmenchus de Ley, Coomans & Geraert, 1994
- Allodiplogaster (или в составе Koerneria)
- Butlerius Goodey, 1929
- Cephalobium Cobb, 1920
- Ceratosolenus Rajeswari-Anand, 2005
- Chroniodiplogaster Poinar, 1990
- Costanemella Andrássy, 2001
- Cutidiplogaster Lieven et al. 2011[13]
- Demaniella Steiner, 1914
- Diplogaster Schultze in Carus, 1857
- Diplogasteriana Meyl, 1961
- Diplogastrellus Paramonov, 1952
  - =Diplogasterellus
- Diplogasteritus
- Diplogasteroides de Man, 1912 (или в Diplogasteroididae)
- Fictor Paramonov, 1952 (или в Neodiplogasteridae)
- Goffartia Hirschmann, 1952 (или в Diplogasteroididae)
- Gynopoecilia Chabaud Golvan, Bain & Brygoo, 1965
- Heteropleuronema Andrássy, 1970
- Hemidiplogaster
- Hugotdiplogaster Morand & Barker, 1995[14]
- Koernaria Meyl, 1961 (или в Neodiplogasteridae)
- Longibucca Chitwood, 1933
- Mehdinema Farooqui, 1967
- Mesodiplogaster Goodey, 1963
- Metadiplogaster Meyl, 1961
- Micoletzkya Weingartner, 1955 (или в Neodiplogasteridae)
- Mononchoides Rahm, 1928[15] (или в Neodiplogasteridae)
- Neodiplogaster Cobb, 1924 (или в Neodiplogasteridae)
- Paramonoviola Blinova & Vosilite, 1976
- Parapristionchus[16]
- Parasitodiplogaster Poinar, 1979
- Paroigolaimella Paramonov, 1952
- Peterngus Ahmad, Ahmad & Mahamood, 2004
- Pristionchus Kreis, 1932 (или в Neodiplogasteridae)
- Prosodontus (или в составе Mononchoides)
- Rhabditolaimus
- Rhabdontolaimus
- Sachsia Meyl, 1960
- Syedella
- Tawdenema Suryawanshi, 1971
- Tylolaimophorus
- Tylopharynx de Man, 1876 (или в Tylopharyngidae)